# Alexitímia
Az alexitímia kifejezés görög eredetű, szó szerinti jelentése „szavak hiánya az érzelmek leírásáraˮ (a = fosztóképző, lexis = szavak, thymos = érzelmek). Az alexitímiás személy, szemben a lexitímiásokkal (értsd: egészséges érzelemkifejezéssel élők), sokkal nehezebben vagy épp egyáltalán nem tudja sem mások, sem saját érzéseit átélni, azonosítani – noha a fiziológiai reakciói megvannak az alexitímiás embernek is –, illetve nehezére esik érzéseiről beszélni (sokszor kivételt képez a düh és a félelem). A köznyelvben szokás érzelmi analfabetizmusnak is nevezni.

## Eredete
Az alexitímiával már Sigmund Freud, a híres osztrák pszichiáter is foglalkozott, ám a fogalmat először a bostoni Peter Sifneos írta le 1972-ben. Végül az 1976-ban, 11th European Conference on Psychosomatic Research címmel, Heidelbergben megrendezett konferencián fogalmazták meg a pontos meghatározást.

## Az alexitímiás személy
Az alexitímia négy vonást foglal magában: 
1. az érzelmek azonosításának és másoknak történő leírásának nehézsége
2. az érzések és a testi érzetek megkülönböztetésének nehézsége
3. a fantáziaélet beszűkült voltából származó szimbolikus és képzeleti aktivitás zavara
4. externálisan orientált kognitív stílus (a külső eseményekre való fókuszálás előnyben részesítése a belső tapasztalatokkal szemben)

A tipikus alexitímiás beszűkült, szorongó, merev, tartózkodó, szociálisan bizonytalan személy. Külső szemlélő számára komor, humortalan, „földhözragadtˮ embernek tűnhet, ennek oka a konkrétumokhoz, a gyakorlati vonatkozásokhoz, a pillanatnyi realitáshoz kötődő operacionális gondolkodás, ezt nevezzük pensée operatoire-nak. Az alexitímia csökkenti az élettel való elégedettséget és alacsony egészség-vonatkozású életminőséggel jár együtt, valamint szomatikus és pszichiátriai betegségek kockázati tényezője.

## Az alexitímia mérése
Az alexitímia legelterjedtebb mérési lehetősége a kérdőíves tesztelés (pl. TAS, BVAQ), ám mivel ezek önbeszámolós mérések, sok kritika éri az ilyen jellegű vizsgálatokat. A legfontosabb kritika, hogy ha az alexitímia a (verbális) kifejezés hiánya, akkor az önbeszámolón alapuló mérésük nem érvényes. Az alexitímia mérésére interjú helyzetben a BIQ (Beth Israel Hospital Psychosomatic Questionnaire) használható, melyet az első interjú után az interjúztató személy tölt ki – ezzel megelőzendő a fenti kritikát. További módszer az MMPI (Minnesota Multiphasic Personality Inventory) Alexitímia-skálája (MMPI-A) – ez már önbeszámolón alapuló kérdőív, ám bizonyos hibái miatt nem terjedt el a klinikai és kutatási szférában. Ezen kívül léteznek projektív alexitímia-mérő technikák és tartalomelemző módok is. A TAS, teljes nevén Toronto Alexitímia kezdetben 26 tételt tartalmazott, melyeket ötfokú Likert-skálán pontozhatott a kitöltő (1 = Határozottan nem értek egyet; 5 = Határozottan egyetértek). Később jobbnak láttak kivenni néhány tételt, így a végleges, ma is használatos verzió (TAS-20) már csak 20 tételből áll. A skálán 60 pont felett elért eredmény alapján alexitímiát diagnosztizálunk, míg az 52 és 60 pont közötti összpontszámot elérő személyeknél alexitímia „valószínűsíthető” vagy szubklinikai szintű alexitímiával rendelkeznek.

## Az alexitímia kezelése
Az alexitímia kezelése lehetséges, bár a kliens számára általában nemkívánatos folyamat, mivel ha szembesül saját érzéseivel, szorongani kezd. Pszichoterápiás kezeléssel van mód az alexitímia gyógyítására, de nem lehet rövid időn belül nagy eredményeket várni. A hideg, távolságtartó emberből hosszadalmas kezelés során válhat olyan személy, aki némiképp már képes saját érzelmeit felismerni, elfogadni és másokét is átérezni. Az alexitímia kezelése során hatásosnak bizonyulhatnak a relaxációs technikák, a csoportterápia alkalmazása, valamint a biofeedback is, amely kiegészíti az orvosi kezelést: meg lehet tanulni vele az egyes testi funkciók akaratlagos irányítását.

## Férfiak normatív alexitímiája
Alexitímiát megfigyeltek normatív, szubklinikai mintán is. Levant a Bostoni Egyetemen a Fatherhood Project keretében férfiakon vette észre, hogy nehezebben fejezik ki érzelmeiket, különösen a sebezhetőséghez és elköteleződéshez fűződőeket. Ezek a férfiak hajlamosabbak voltak az érzelmi helyzeteket problémaként elemezni, a megoldást keresni, objektíven szemlélni a helyzetet, és elvonatkoztatni az érzelmi vonatkozásoktól. Levant később ezen megfigyelések mentén alkotta meg a férfiak normatív alexitímiája konstruktumot, melynek mérésére létrehozott egy kérdőívet, a Normatív Férfi Alexitímia Skálát (NMAS), mely 20 tételen mér; a 7 fokú Likert-skálákon magasabb pontot elérők nagyobb mértékben alexitímiások. A normatív alexitímia kialakulása Levant kutatásai szerint a szocializáció eredménye, amely a férfiaknak traumatikus élmény. Megfigyelések szerint a csecsemőkorú kisfiúk 6 hónapos korukig emocionálisan sokkal expresszívebbek, gyakrabban sírnak, mint lány társaik. Ezután indul meg a több oldalról jövő ingerek következtében az érzelmeik elnyomása, átcsatornázása. Az emocionális nevelésben mindkét szülő és a kortársak is részt vesznek, melynek eredménye, hogy a férfiak ún. akciós empátiával fognak rendelkezni, nem tudják kifejezni a törődéssel és sebezhetőséggel kapcsolatos érzelmeiket, fokozottabban fejeznek ki dühöt és agressziót, illetve gyengeséggel kapcsolatos érzelmeiket a szexualitásukba ágyazzák, azon át élik meg.